# شيفاجي روي
شيفاجي روي (28 مايو 1943 في الهند - ) هو لاعب كريكت هندي.

## وصلات خارجية
- شيفاجي روي على موقع إي آس بي آن كريك إنفو (الإنجليزية)